# The Restless Years
The Restless Years (vertaling: De Rusteloze Jaren) is een Australische soapserie die tussen 6 december 1977 en eind 1981 werd uitgezonden door de commerciële televisiezender Network Ten. Het programma werd geproduceerd door Reg Grundy Production, het productiehuis van bedenker Reg Watson. De Nederlandse soap Goede tijden, slechte tijden was oorspronkelijk op de The Restless Years gebaseerd. Halverwege seizoen 3 stapte het af van de Australische verhaallijnen.

## Geschiedenis
The Restless Years was de derde soapserie die door het productiehuis Reg Grundy Production werd opgezet. De show werd in Sydney opgenomen en uitgezonden door Network Ten. Na de première in december 1977 wist de soap al snel veel kijkers te trekken. The Restless Years werd ontwikkeld, nadat producties als The Young Doctors en The Class of 74 zich hadden bewezen. Beide series draaiden om jongeren die net van school afkwamen. Dit thema werd in The Restless Years ook gebruikt.
In de soap kwam van alles aan bod: moord, zelfmoord, prostitutie, scheiding, psychopaten, chantage en mishandeling. In het begin werd de serie twee keer per week een uur uitgezonden, namelijk op dinsdag en woensdag om half acht.

### Thema
The Restless Years vertelt het verhaal van een aantal jongeren met verschillende afkomst en levensstijl, die allemaal hun plaats in de maatschappij proberen te vinden. Reg Watson, jarenlang producent van Crossroads en bedenker, vond dat dit het belangrijkste thema moest worden. Elke aflevering begon en eindigde met de tekst, ondersteund door de piano; It's only a journey, through our Restless Years, let our hearts run free.

### Opstart
De cast bestond uit een aantal aantrekkelijke, charmante karakters met in de hoofdrol de schoolverlaters Alan, Alison, Penny, Barry en Peter. Rondom de scholieren werd een groep mensen gecreëerd, zoals de ouders, maar ook de vrienden van de ouders. De eerste weken draaiden de verhaallijnen vooral om het leven na school. De brunette Penny Russell had een relatie met Alan Archer en begon een modellencarrière. Via de modellencarrière kwam ze in contact met rijkeluiszoon en oud-klasgenoot Barry King. Barry stond bekend als een beruchte jongen, die familie en vrienden minder belangrijk vond dan carrière maken.
De goudeerlijke Alison Clark werd in het begin geconfronteerd met een aantal vervelende gebeurtenissen. Bij de start van de serie had Alison een relatie met docent Richard Dawson. Wanneer Richard vermoord wordt, beleeft Alison een vervelende periode. Uiteindelijk wordt de verdachte opgespoord en is Alison definitief onschuldig. Na Richard valt Alison voor de broer van haar beste vriendin Penny, dokter Bruce Russell. Bruce en Alison hebben een problematische relatie.
De grappige en rebelse Peter Beckett heeft een bloedhekel aan zijn voormalige lerares Elizabeth MacKenzie. Wanneer Peter prostituee Olivia Baxter ontmoet, ontstaat er een gepassioneerde relatie. Olivia zit echter nog met haar prostitutieverleden. De relatie is geen lang leven beschoren. De acteur achter Peter, Nick Hedstrom, groeide al snel uit tot een sekssymbool vanwege zijn blonde haar en het gemak waarmee hij leek te acteren.
Elizabeth MacKenzie had een cruciale rol in de serie. Als voormalig lerares was ze bij de meesten erg geliefd. Ze hield na de schoolperiode de vriendengroep bij elkaar en hielp haar oud-leerlingen met hun problemen. De personages Elizabeth en Peter waren een lange periode te zien in de serie. Het personage Bruce Russell was het langst te zien in de serie. De acteur achter Bruce, Malcolm Thompson, had al enige soapervaring vanwege zijn rol in Coronation Street.
De vader van Alan, Clive, had een moeizaam huwelijk met huisvrouw Louise. Clive had een affaire met zijn secretaresse Jean Hutton. Jean koos uiteindelijk voor de baas van Clive, Jean Stafford. A.R. Jordan was een goede vriend en tevens collega van Clive.

## Cast
In de laatste kolom wordt het personage uit de Nederlandse soap Goede tijden, slechte tijden genoemd, dat gebaseerd is op een ander personage uit The Restless Years.
| Acteur/Actrice     | Personage           | GTST               | Nederlandse acteur                    |
| ------------------ | ------------------- | ------------------ | ------------------------------------- |
| Jon Blake          | Alan Archer         | Arnie Alberts      | Reinout Oerlemans                     |
| Julieanne Newbould | Alison Clark        | Annette van Thijn  | Frédérique Huydts                     |
| John Hamblin       | A.R. Jordan         | Daniël Daniël      | Wim Zomer                             |
| Graham Thorburn    | Barry King          | Rien Hogendoorn    | Joost Buitenweg                       |
| Malcolm Thompson   | Dr. Bruce Russell   | Simon Dekker       | Rick Engelkes                         |
| Stanley Walsh      | Clive Archer        | Robert Alberts     | Wilbert Gieske                        |
| June Salter        | Elizabeth MacKenzie | Helen Helmink      | Marlous Fluitsma Brûni Heinke         |
| Lynette Curan      | Jean Hutton         | Stephanie Kreeft   | Antoinette van Belle                  |
| Tina Grenville     | Louise Archer       | Laura Selmhorst    | Jette van der Meij                    |
| Zoe Bertram        | Olivia Baxter       | Suzanne Balk       | Ingeborg Wieten                       |
| Deborah Coulls     | Penny Russell       | Linda Dekker       | Babette van Veen                      |
| John Benton        | Richard Dawson      | Marc de Waal       | Peter Smits                           |
| Noel Trevarthen    | Jeff Archer         | Jef Alberts        | Bartho Braat                          |
| Peggy Thompson     | Carol Archer        | Karin Alberts      | Henriëtte Tol                         |
| Michael C. Smith   | Shane Archer        | John Alberts       | Tim Gunther                           |
| Richard Gilbert    | Mervyn Baggott      | Govert Harmsen     | Wik Jongsma Hans Beijer Niek Pancras  |
| Sharon Higgins     | Nancy James         | Nancy Bijnema      | Els van Rosse                         |
| Tom Burlinson      | Mickey Pratt        | Mickey Lammers     | Martin van Steijn                     |
| Jill Forster       | Heather Russell     | Jeanne Dekker      | Inger van Heijst                      |
| Bruce Barry        | Miles Dunstan       | Menno Develing     | Ad Hoeymans                           |
| Nick Hedstrom      | Peter Beckett       | Peter Kelder       | Antonie Kamerling                     |
| Victoria Nicholls  | Raelane Geddes      | Myriam van der Pol | Isa Hoes                              |
| Ric Hutton         | Randolph King       | Herman Hogendoorn  | Tom van Beek                          |
| Joy Chambers       | Rita Merrick        | Martine Hafkamp    | Inge Ipenburg                         |
| Ivar Kants         | Ken Garrett         | Jan-Henk Gerritse  | Joop Wittermans                       |
| Vince Martin       | Craig Garside       | Frits van Houten   | Casper van Bohemen                    |
| Diane Craig        | Gail Lawrence       | Gaby Lorentz       | Yvonne Valkenburg                     |
| Lenore Smith       | Diane Archer        | Dian Alberts       | Lotte van Dam Chris Jolles Rixt Leddy |
| Jamie Gleeson      | Tim Watson          | Tim Waterman       | Kees Roorda                           |
| Peter Whitworth    | Maurice Brown       | Maurice de Bruin   | Ferry Kaljee                          |
| Chris Bell         | David Harker        | David Harkema      | Bart Ettekoven                        |
| Ros Spiers         | Gillian Vaughn      | Angela Nieuwkoop   | Lou Lou Rhemrev                       |
| Keith Lee          | Don Clark           | David van Thijn    | Bob van Tol                           |
| Ron Haddrick       | Greg Denning        | Gerard Dendermonde | Bert van den Dool                     |
| Penny Cook         | Suze Denning        | Anita Dendermonde  | Sabine Koning                         |
| Geraldine Turner   | Sandy Miller        | Sandra Mulder      | Annemarie Oster                       |
| Peter Mochrie      | Rick Moran          | Mark de Moor       | Tim Immers                            |
| Barbara Wyndon     | Mrs. Beckett        | Gerda Kelder       | Roos Blaauboer                        |
| Linda Newton       | Trish Garrett       | Trix Gerritse      | Mirjam de Rooij                       |
| Benita Collings    | Clare Moran         | Claire de Moor     | Henny Weel                            |
| Kim Lewis          | Julie Scott         | Julie Scholten     | Sifra Nooter                          |
| Brian Wenzel       | Bill Beckett        | Willem Kelder      | Frits Lambrechts                      |